# Oedipoda

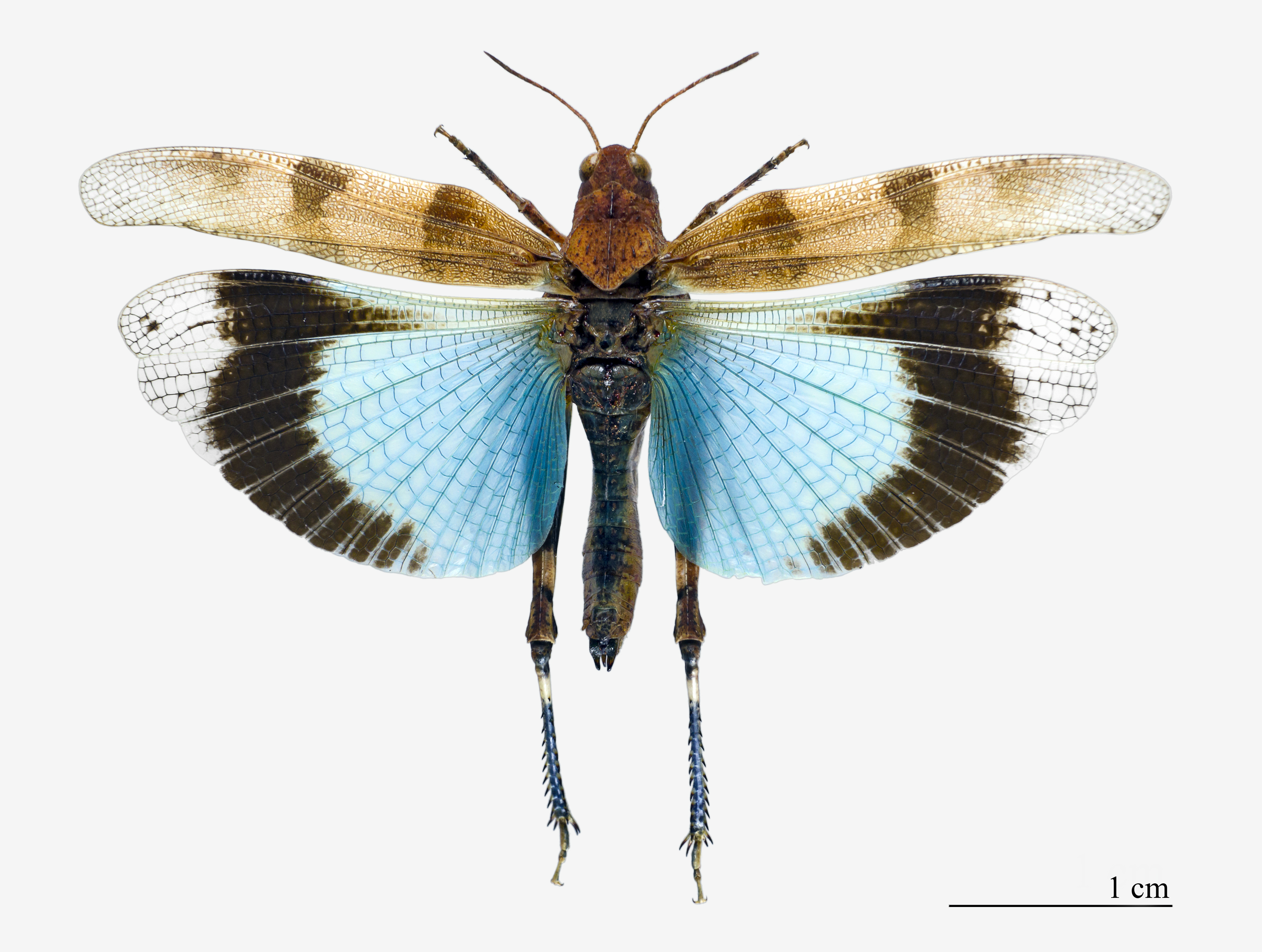
kékvirágú sáska (Oedipoda caerulescens)

Az Oedipoda az egyenesszárnyúak (Orthoptera) rendjébe sorolt sáskafélék (Acrididae) Oedipodinae alcsaládjának névadó neme.

## Elterjedése
A nem két faja Közép-Európában is honos.

## Megjelenése, felépítése
Combján finom rovátka, torán pedig feltűnő barázda húzódik. Szárnya élénk színű, a legtöbb fajé piros.

## Magyarországon is élő fajok
- kékszárnyú sáska (Oedipoda caerulescens) — gyakori
- pirosszárnyú sáska (Oedipoda germanica) — meglehetősen ritka